# Conotrachelus cervinus
Conotrachelus cervinus – gatunek chrząszcza z rodziny ryjkowcowatych.

## Zasięg występowania
Ameryka Południowa, występuje w Argentynie, Brazylii, Paragwaju oraz Urugwaju.

## Budowa ciała
Ubarwienie ciała brązowe. Pokrywy jaśniejsze z ciemnymi plamkami, zaś przedplecze ciemniejsze z dwiema podłużnymi, jasnymi pręgami biegnącymi ukośnie po bokach i zbiegającymi się w kierunku głowy.